# 弘道館戦争
弘道館戦争（こうどうかんせんそう）は、明治元年10月1日（1868年11月14日）に水戸城三の丸内にあった水戸藩藩校・弘道館において行われた、水戸藩内の保守派（諸生党）と過激派（天狗党）の戦い。

## 背景
天狗党の乱鎮圧後、水戸藩は市川三左衛門ら諸生党が実権を掌握した。しかし、戊辰戦争の勃発に伴って形勢は逆転する。朝廷から諸生党に対する追討令が出され、本圀寺党や天狗党の残党など過激派が続々と帰藩する。
諸生党は藩地を脱して会津へ向かい、会津藩や桑名藩と合流して会津戦争・北越戦争など東北方面での新政府軍との戦闘に参加する。9月22日（11月6日）に会津藩が降伏すると、市川ら諸生党は他の敗軍と合流して、参戦のため防備が手薄になっていると思われた水戸を目指した。一行は500人とも1,000人とも伝えられる。途中の片府田・佐良土で大田原藩や黒羽藩の兵と交戦しながら、9月29日（11月13日）には水戸城下に到達した。

## 戦闘
諸生党軍の接近を知った家老・山野辺義芸らは周辺の兵力を水戸城に集結して防備を固めていたため、諸生党一行は入城することが出来ず、三の丸にあった弘道館を占拠した。弘道館の責任者（教授頭取代理）であった青山延寿は弘道館に駆けつけようとしたが諸生党に阻まれた。10月1日（11月14日）、反諸生党派は弘道館への攻撃を開始、激しい銃撃戦となった。反諸生党派側は、87名もの戦死者（鮎沢伊太夫ら）を出すも戦闘を有利に展開する。諸生党は戦死者約90名ほか多くの負傷者を出して、翌10月2日（11月15日）夜に水戸を脱出した。この戦闘で、弘道館は正門、正庁、至善堂を残して焼失。城内の建物のみならず、多くの貴重な蔵書も焼失した。今なお、弘道館の正門や正庁玄関には当時の弾痕が残っている。
その後、反諸生党派は新政府軍とともに敗走する諸生党を追撃した。諸生党は多くの脱落者を出しながら敗走を続け、10月6日（11月19日）の下総八日市場の戦い（松山戦争）で壊滅した。